# Santuario di Santa Maria a Mare (Castellabate)
Il santuario di Santa Maria a Mare è situato a Castellabate, nella frazione di Santa Maria nei pressi della spiaggia di Marina Piccola.

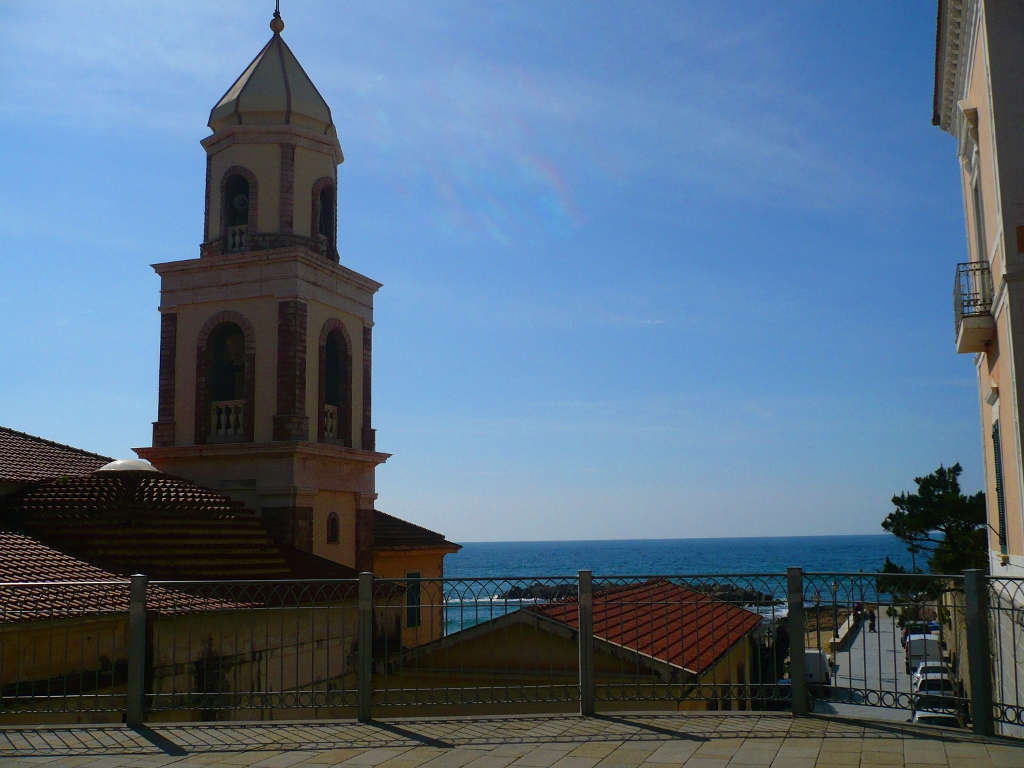
Campanile e biblioteca parrocchiale visto dal corso di Santa Maria di Castellabate.

## Storia
Questa struttura religiosa era anticamente denominata Santa Maria presso il lido del mare e se ne ha notizia già nel 1102, quindi risulta antecedente all'insediamento abitativo della frazione e se pur con notevoli trasformazioni è sita nel medesimo posto dove fu edificata inizialmente.
Con l'atto notarile dell'8 agosto 1826 le famiglie del luogo si assunsero l'onere di costruire la nuova chiesa. La scelta di dedicare il tempio di culto a santa Maria a Mare è dovuta al fatto che a quel tempo tra la gente del posto vi erano numerose famiglie giunte da Maiori con l'emigrazione del XVIII secolo. Questi ultimi portarono con sé la devozione per santa Maria a Mare, alla quale avevano intitolato anche la collegiata del loro paese natale.

I lavori di edificazione terminarono nel 1836 quando la nuova chiesa fu solennemente benedetta.

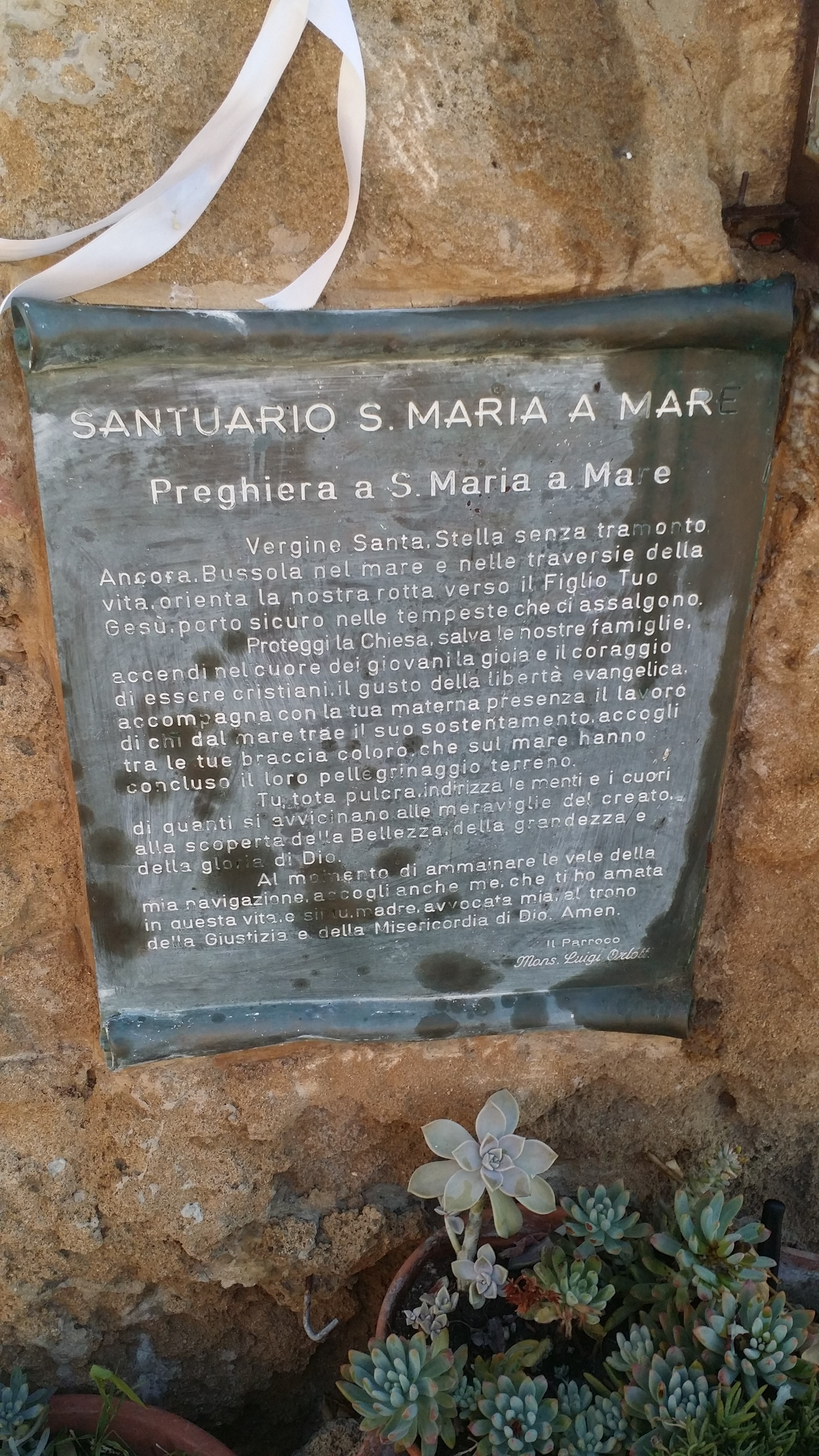
Lapide in ferro con la preghiera a Santa Maria a Mare posta sulla statua omonima in via Perotti.

Nel 1911 venne riconosciuta parrocchia autonoma rispetto a quella di Castellabate.
Nel 1985, a causa dei danni del sisma del 1980, l'edificio fu chiuso al culto per motivi di restauro fino al 4 giugno 1990.
Il 25 ottobre 2007 la chiesa di Santa Maria a Mare è stata elevata a santuario mariano diocesano. Nello stesso giorno è stata posta all'interno della chiesa, per commemorare l'evento, sulla parete della navata destra, dell'ingresso destro, una lapide marmorea.
Il 30 novembre 2007 l'urna contenente le reliquie di Santa Teresa di Gesù Bambino sostò nel santuario. Per ricordare l'evento è stata posta una lapide marmorea sulla parete della navata destra, dell'ingresso principale del santuario.
Nei primi mesi del 2017 è stato finito il restauro nella badia di Cava de' Tirreni della statua di Santa Maria a Mare e riportata nell'omonima chiesa.
Ogni 15 di agosto viene celebrata la festività cittadina e la statua di Santa Maria a Mare viene portata in processione, al termine della quale viene riportata nel santuario, dietro l'abside dell'altare maggiore, dove vi è una nicchia che la custodisce.

## Descrizione
Il santuario sorgeva lungo una parte del porto di Santa Maria a Mare, ora centro cittadino. La chiesa è composta da tre navate divise da pilastri e presenta un campanile a base esagonale che contraddistingue il paesaggio della Marina Piccola. Al centro dell'abside troneggia la statua di santa Maria a Mare, patrona della frazione.

La facciata anteriore presenta la scritta in rilievo “Santuario Santa Maria a Mare” e la porta della navata centrale in bronzo, nella quale sono raffigurate in rilievo l'immagine di santa Maria a Mare e alcuni eventi che ne hanno contraddistinto la storia: l'incoronazione a piazza san Pietro a Roma da parte del papa Benedetto XVI, il pellegrinaggio a Maiori via mare e l'arrivo nel Santuario delle reliquie di Santa Teresa.

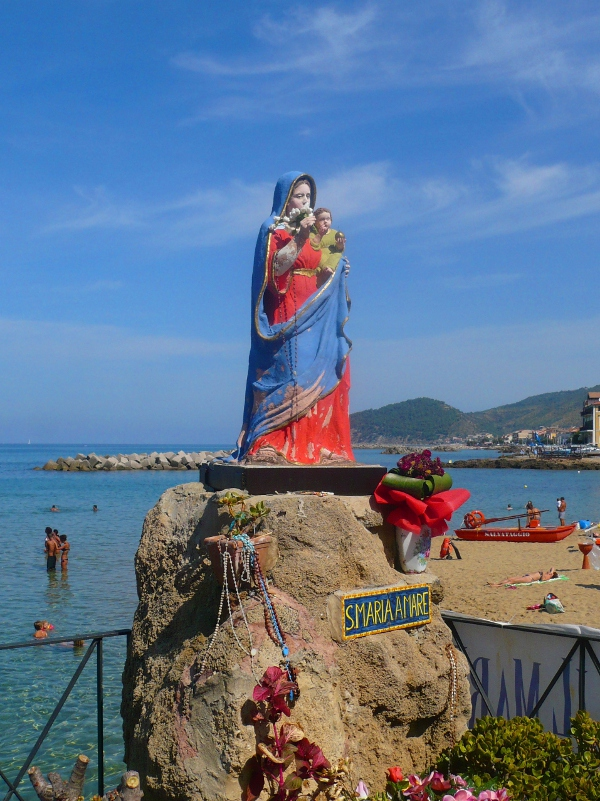
La statua in metallo di Santa Maria a Mare prima del restauro del 2017, posta in via Perotti, vicino al palazzo omologo della cittadina, da notare che non vi era ancora la lapide in metallo della preghiera inerente a Santa Maria a Mare. Attualmente si trova dietro una nicchia situata dietro l'abside dell'altare maggiore del santuario di Santa Maria a Mare.

Una leggenda narra che nei primi anni del 1800 fu ritrovata da alcuni pescatori locali una statua della Madonna nelle acque antistanti la marina di Castellabate. Si suppone che l'effigie fu gettata in mare da una nave a rischio di affondamento per il troppo peso. La credibilità di tale leggenda viene avvalorata dal fatto che non esiste una prova certa che certifichi la realizzazione della sacra effigie. Per cui la tradizione vuole che siano proprio i pescatori a portare a spalla in processione la statua rinvenuta in mare il giorno della sua celebrazione, il 15 agosto.